# Louis Juhel
Pour les articles homonymes, voir Juhel.
Louis Juhel est un journaliste et un militant royaliste français. Il est le fils de Pierre Juhel, l'un des membres fondateurs du mouvement Restauration nationale. De 1971 à 1980, il dirige le journal L'Action française étudiante, destiné à toucher un public étudiant et lycéen.
Lors de la scission du mouvement en 1971 qui donne lieu à la fondation de la Nouvelle Action française, Louis Juhel reste fidèle aux chefs de file de la RN qui, autour de Pierre Pujo, Pierre Juhel et Bernard Mallet, perpétuaient l'orthodoxie maurrassienne.
À partir des années 1970, il occupe une place plus grande dans le mouvement et il poursuit encore aujourd'hui ses activités au sein de l'organisation même après la mort de son père en 1980. À partir de 2006, il est président adjoint de l'Académie royale de billard de Versailles.